# Pycnogonum aurilineatum
Pycnogonum aurilineatum är en havsspindelart som beskrevs av Flynn, T.T. 1919. Pycnogonum aurilineatum ingår i släktet Pycnogonum och familjen Pycnogonidae. Inga underarter finns listade i Catalogue of Life.